# Комната с гобеленами
«Комната с гобеленами, или Дама в старинном платье» (англ. The Tapestried Chamber, or The Lady in the Sacque), в первом переводе на русский язык «Обойная комната» — новелла британского писателя Вальтера Скотта, опубликованная в 1828 году. Входит в состав цикла «Рассказы из альманаха «Кипсек»».

## Сюжет
«Комната с гобеленами» относится к «историям о призраках». Генерал Браун, путешествующий по Западной Англии, случайно оказывается в старинном замке, принадлежащем его давнему другу лорду Вудвиллу, и соглашается погостить неделю. Наутро он рассказывает, что ночью в его комнате внезапно оказалась женщина с лицом трупа. Когда она села на кровать и придвинулась вплотную к нему, генерал потерял сознание. Позже он видит ночную посетительницу изображённой на одной из картин в замке: это была представительница семьи Вудвиллов, уличённая в убийстве и кровосмешении. В предисловии ко второму изданию новеллы, датированном августом 1831 года, Скотт написал, что услышал эту историю от Анны Сьюард, которая «обладала даром, рассказывая подобные истории, вызывать у слушателей необыкновенно сильные чувства».

## Создание и оценки
Вальтер Скотт написал «Комнату с гобеленами» в 1828 году для публикации в составе сборника «Кэннонгейтские хроники». Однако издатель Роберт Каделл, готовивший сборник к печати, эту новеллу отверг вместе с ещё двумя — «Смерть лэрда Джека» и «Зеркало тётушки Маргарет». Тогда писатель предложил все эти произведения для ежегодника «Кипсек». Они были опубликованы в том же году, общий гонорар Скотта составил 500 фунтов стерлингов.
Литературоведы отмечают, что мотив ночного бдения в старинном замке, который лёг в основу сюжета новеллы, восходит к готическим романам Анны Радклиф и Клары Рив. Скотт использовал его раньше, в романах «Антикварий» (1816) и «Приключения Найджела» (1822), причём в первом случае тоже фигурирует оживающее изображение.